# Episodi di The Deputy (prima stagione)
La prima stagione della serie televisiva The Deputy (Deputati insieme) è andata in onda negli Stati Uniti dal 12 settembre 1959 al 9 luglio 1960 sulla NBC.
In Italia la stagione viene trasmessa su Telecapri News, che però solo i primi due episodi furono trasmessi, tra l'11 e il 18 giugno 2010 per poi essere sospesa.
Dal 20 maggio 2024, a partire dal terzo episodio la serie trasloca su Canale 21 che trasmette ogni lunedì alle 10:10 con un episodio a settimana. I primi otto episodi furono trasmessi sulla stessa rete dallo stesso mese al 24 giugno dello stesso anno mentre restanti episodi successivi vengono trasmessi dal 26 agosto al 4 novembre sulla stessa rete. Dal 20 gennaio 2025 la serie fu traslocata su Televomero trasmettendo in prima visione il ventesimo episodio.
Fino al sesto episodio la serie era chiamata Deputati insieme, ma dal settimo episodio in poi torna ad essere con il titolo originale dal nome The Deputy.
| nº | Titolo originale             | Titolo italiano                  | Prima TV USA      | Prima TV Italia   |  |
| -- | ---------------------------- | -------------------------------- | ----------------- | ----------------- |  |
| 1  | Badge for a Day              | L'episodio pilota                | 12 settembre 1959 | 11 giugno 2010    |  |
| 2  | The Wild Wind                | Un vento forte e selvaggio       | 19 settembre 1959 | 18 giugno 2010    |  |
| 3  | Back to Glory                | La gloria è vicina!              | 26 settembre 1959 | 20 maggio 2024    |  |
| 4  | Shadow of the Noose          | Ombra contro ombra               | 3 ottobre 1959    | 27 maggio 2024    |  |
| 5  | Powder Keg                   | La polveriera                    | 10 ottobre 1959   | 3 giugno 2024     |  |
| 6  | Like Father, -               | Padri                            | 17 ottobre 1959   | 10 giugno 2024    |  |
| 7  | Proof of Guilt               | Abbastanza colpevole             | 24 ottobre 1959   | 17 giugno 2024    |  |
| 8  | The Johnny Shanks Story      | Johnny Shanks                    | 31 ottobre 1959   | 24 giugno 2024    |  |
| 9  | Focus of Doom                | Messa a fuoco: Rovina            | 7 novembre 1959   | 26 agosto 2024    |  |
| 10 | The Big Four                 | Il grande 4                      | 14 novembre 1959  | 2 settembre 2024  |  |
| 11 | The Next Bullet              | Colpo di proiettile              | 28 novembre 1959  | 9 settembre 2024  |  |
| 12 | The Deal                     | L'affare                         | 5 dicembre 1959   | 16 settembre 2024 |  |
| 13 | Land Greed                   | L'avidità della terra            | 12 dicembre 1959  | 23 settembre 2024 |  |
| 14 | Man of Peace                 | Gli uomini hanno bisogno di pace | 19 dicembre 1959  | 30 settembre 2024 |  |
| 15 | The Orphans                  | Orfani                           | 26 dicembre 1959  | 7 ottobre 2024    |  |
| 16 | Backfire                     | Il ritorno di fiamma             | 2 gennaio 1960    | 14 ottobre 2024   |  |
| 17 | Hang the Law                 | Leggi sospese                    | 9 gennaio 1960    | 21 ottobre 2024   |  |
| 18 | Silent Gun                   | La pistola silenziosa            | 23 gennaio 1960   | 28 ottobre 2024   |  |
| 19 | The Hidden Motive            | Movente nascosto                 | 30 gennaio 1960   | 4 novembre 2024   |  |
| 20 | Lawman's Blood               | L'ordine dello sceriffo          | 6 febbraio 1960   | 20 gennaio 2025   |  |
| 21 | The Return of Simon Fry      | È lui Simon Fry?                 | 13 febbraio 1960  | 27 gennaio 2025   |  |
| 22 | Queen Bea                    | La Regina B                      | 20 febbraio 1960  | 3 febbraio 2025   |  |
| 23 | The Two Faces of Bob Claxton | Il cattivo Bob Claxton           | 27 febbraio 1960  | 10 febbraio 2025  |  |
| 24 | Lady with a Mission          | La donna indesiderata            | 5 marzo 1960      | 24 marzo 2025     |  |
| 25 | The Border Between           |                                  | 12 marzo 1960     | inedita           |  |
| 26 | Final Payment                |                                  | 19 marzo 1960     | inedita           |  |
| 27 | Dark Reward                  |                                  | 26 marzo 1960     | inedita           |  |
| 28 | Marked for Bounty            |                                  | 2 aprile 1960     | inedita           |  |
| 29 | The Truly Yours              |                                  | 9 aprile 1960     | inedita           |  |
| 30 | A Time to Sow                |                                  | 23 aprile 1960    | inedita           |  |
| 31 | Last Gunfight                |                                  | 30 aprile 1960    | inedita           |  |
| 32 | The Chain of Action          |                                  | 7 maggio 1960     | inedita           |  |
| 33 | The Lucifer Urge             |                                  | 14 maggio 1960    | inedita           |  |
| 34 | Palace of Chance             |                                  | 21 maggio 1960    | inedita           |  |
| 35 | The X Game                   |                                  | 28 maggio 1960    | inedita           |  |
| 36 | The Stand-Off                |                                  | 11 giugno 1960    | inedita           |  |
| 37 | Trail of Darkness            |                                  | 18 giugno 1960    | inedita           |  |
| 38 | The Choice                   |                                  | 25 giugno 1960    | inedita           |  |
| 39 | Ma Mack                      |                                  | 9 luglio 1960     | inedita           |  |

## Badge for a Day
- Prima televisiva: 12 settembre 1959

### Trama
- Guest star: Quintin Sondergaard (Tomick), Earl Hansen (Stuber), James Anderson (Marco), Bill Coontz (Mawler), Robert J. Wilke (Ace Gentry), James Griffith (Ballard), Steven Ritch (cowboy), Henry Rowland (Blight)

## The Wild Wind
- Prima televisiva: 19 settembre 1959

### Trama
- Guest star: Joël Colin (Tommy Wilson), Gary Vinson (Hghipockets), Zon Murray (Blinky), Carl Milletaire (Frency), Catherine McLeod (Charlotte Nelson), John Ashley (Trooper Nelson), Richard Shannon (Bull Ward), Kermit Maynard (frequentatore bar)

## Back to Glory
- Prima televisiva: 26 settembre 1959

### Trama
- Guest star: Frank DeKova (Cowan), Marie Windsor (Angela), Jack Lambert (Keever), Carol Leigh (Lily), Larry Perron (Scott)

## Shadow of the Noose
- Prima televisiva: 3 ottobre 1959

### Trama
- Guest star: Bud Osborne (Bar Fly), Frank Hagney (barista), Kermit Maynard (membro linciaggio), Herman Hack (membro linciaggio), Clu Gulager (Drifter), Denver Pyle (Akins), Gary Hunley (Brandon McCord), William Henry (Outrider), John Cliff (Outrider), John McKee (Hollister), Rod McGaughy (membro linciaggio)

## Powder Keg
- Prima televisiva: 10 ottobre 1959

### Trama
- Guest star: Christopher Dark (Hawk), Onslow Stevens (Tom Deaver), Don Collier (Jim), Ben Bigelow (Jess), Kenneth MacDonald (Charley, Telegrapher)

## Like Father, -
- Prima televisiva: 17 ottobre 1959

### Trama
- Guest star: Art Stewart (cliente), Mickey Simpson (Gabe Willow), Kermit Maynard (spettatore dello scontro), Chick Hannan (frequentatore bar), James Westerfield (Chesley Vantage), Fred Beir (Brad Vantage), Tom Laughlin (Jim Stanton), Paul Engle (Ted), George Sowards (spettatore dello scontro)

## Proof of Guilt
- Prima televisiva: 24 ottobre 1959

### Trama
- Guest star: Roy Barcroft (Cowper), Richard Reeves (Barclay), Roy Engel (Zandt), Mark Tapscott (Joe Hart), Harry Stephens (Joseph Carey), Whitney Blake (Ellen Hart), Lance Fuller (Rand), Alden Warder (Joey Hart)

## The Johnny Shanks Story
- Prima televisiva: 31 ottobre 1959

### Trama
- Guest star: Don 'Red' Barry (Utah), Margo Lungreen (Amelia Kinman), Gregg Barton (Slane), Jeannie Russell (Casey Kinman), Skip Homeier (Johnny Shanks), Paul Campbell (Gib Kinman), Dan White (sceriffo Wilks)

## Focus of Doom
- Prima televisiva: 7 novembre 1959

### Trama
- Guest star: Vic Perrin (Ed Madden), Dennis Patrick (Finn Regan), Richard Alexander (frequentatore bar), Clarke Alexander (Barker), Eduard Franz (Wilk), Kermit Maynard (Marshal Bud Tyson)

## The Big Four
- Prima televisiva: 14 novembre 1959

### Trama
- Guest star: Hank Patterson (Luke Mason), Forrest Lewis (Alf), Kermit Maynard (frequentatore bar), Russ Bender (Jordan), Henry Brandon (Johnny Ringo), Gerald Milton (Curly Bill Broclus), Richard Bakalyan (Billy the Kid), Charles Fredericks (Ike Clanton), George Kennedy (Tex), Buddy Roosevelt (cittadino)

## The Next Bullet
- Prima televisiva: 28 novembre 1959

### Trama
- Guest star: Sondra Rodgers (Mrs. Pendleton), Walter Coy (Fred Benson), Riza Royce (Mrs. Gantry), Harry Strang (Rider), Brad Weston (Tom Clements), Jennifer Lea (Ann Benson), Bud Osborne (Old Timer)

## The Deal
- Prima televisiva: 5 dicembre 1959

### Trama
- Guest star: David Halper (Ted), Kelly Thordsen (Hamish), William H. O'Brien (Mine Clerk), Meri Welles (donna), Robert Osterloh (Quincannon), Mel Welles (Jack Usher), Jack Tornek (cittadino)

## Land Greed
- Prima televisiva: 12 dicembre 1959

### Trama
- Guest star: Steve Darrell (Jake Stillman), Grace Albertson (Mrs. Harper), Fred Sherman (Parson Leeds), Pete Dunn (Fas Murdoch), Vivian Vance (Emma Gant), Robin Riley (Billy Gant), Frank Albertson (Nick Harper), Augie Gomez (Church Member)

## Man of Peace
- Prima televisiva: 19 dicembre 1959

### Trama
- Guest star: Robert Warwick (Chief Magnus), Robert Sampson (Micah), Chick Hannan (Man in Camp), Dennis Cross (Chiva), Edgar Buchanan (Isbel), Arthur Kendall (Mordecai), Eddie Little Sky (Leader of Indian Raid)

## The Orphans
- Prima televisiva: 26 dicembre 1959

### Trama
- Guest star: Fred Sherman (Parson Leeds), Karl Lukas (Luke Dillon), J. Anthony Hughes (Hector Pratt), Jim Hayward (Tom Crane), Carol Kelly (Mrs. Bean), Dennis Rush (Timmy), Lane Bradford (Finley), Phil Schumacher (cittadino)

## Backfire
- Prima televisiva: 2 gennaio 1960

### Trama
- Guest star: Robert Carson (Kin Maxwell), Tommy Cook (Len Harbin), Morgan Shaan (Citizen), Marshall Kent (Guest), Paula Raymond (Peg Marlowe), Charles Cooper (Con Marlowe), Bob Steele (Fred Sooley), Chick Hannan (prigioniero Questioned in Murder)

## Hang the Law
- Prima televisiva: 9 gennaio 1960

### Trama
- Guest star: Jan Arvan (Jasper Williams), Robert Foulk (Easter), Forrest Lewis (Alf), Sam Flint (giudice Davidson), Martha Hyer (Joy Cartwright), Lillian Bronson (Blanche), Willard Sage (reverendo Cartwright), Grant Richards (Frank Ivy), Syd Saylor (Soapy Waters)

## Silent Gun
- Prima televisiva: 23 gennaio 1960

### Trama
- Guest star: Herbert Lytton (Parnell Locke), Grandon Rhodes (sindaco Dorsey), James Parnell (Mel Powers), Howard Wright (Wade Stoner), Dean Fredericks (Pete Clemson), Marcia Henderson (Marion Whelan), Buddy Roosevelt (cittadino)

## The Hidden Motive
- Prima televisiva: 30 gennaio 1960

### Trama
- Guest star: Jeremy Slate (Red Dawson), Roxane Berard (Louise Spencer), Paul Sheriff (Len Dawson), Charlie Briggs (Bill Dawson), Paul Barselou (Doug)

## Lawman's Blood
- Prima televisiva: 6 febbraio 1960

### Trama
- Guest star: Willis Bouchey (dottor Landry), Ronnie Burns (Morgan Burch), Mae Clarke (Mrs. Barker), George Keymas (Stacey), Phillip Pine (Jack Burch), Irvin Ashkenazy (Basker)

## The Return of Simon Fry
- Prima televisiva: 13 febbraio 1960

### Trama
- Guest star: Peter Mamakos (Jubba), Stacy Keach Sr. (Vic Rufus), Larry Johns (Silas Jones), Hugh Sanders (Jake Carter), Frank Richards (Kipp)

## Queen Bea
- Prima televisiva: 20 febbraio 1960

### Trama
- Guest star: Paul Dubov (Fletcher), Phyllis Avery (Beatrice Vale), Frank Cady (Rickert), Kim Spalding (Briscoe), Buddy Roosevelt (impiegato dell'hotel)

## The Two Faces of Bob Claxton
- Prima televisiva: 27 febbraio 1960

### Trama
- Guest star: William Lally (pubblico ministero), Joseph Mell (Amos), Herman Hack (cittadino), Terry Frost (Shotgun Rider), Robert Montgomery Jr. (Bob Claxton), Bob Hopkins (Mike Claxton), Johnny Seven (Pete Claxton), Ron Soble (Solomon Claxton), Rusty Lane (giudice Jones), Helen Kleeb (Mrs. Lillem)

## Lady with a Mission
- Prima televisiva: 5 marzo 1960

### Trama
- Guest star: Beverly Allison (Gloria Jennings), Tod Griffin (Tinney), Helen Kleeb (Mrs. Lillem), Tim Graham (Willis), Jan Clayton (Agatha Stone), Carleton Young (Sam Hodges), James Lanphier (Sloan), Bill Hart (cittadino)

## The Border Between
- Prima televisiva: 12 marzo 1960

### Trama
- Guest star: Billy M. Greene (Jasper Wilk), Brett Pearson (Powell), John L. Cason (Bart Wilson), Anna Kashfi (Felipa), Leo Gordon (Evan Sloate), Laurie Mitchell (Lorrie), Steve Mitchell (Zimmer), George J. Lewis (Don Renaldo del Cortio)

## Final Payment
- Prima televisiva: 19 marzo 1960

### Trama
- Guest star: Mari Aldon (Priscilla Groat), Gerald Mohr (Dustin Groat), Charles Seel (Doc Miller), Kevin Hagen (Kemmer), Henry Hunter (Munroe)

## Dark Reward
- Prima televisiva: 26 marzo 1960

### Trama
- Guest star: Frances Morris (Mrs. Carter), John Dennis (Hawkins), Herman Hack (frequentatore bar), Harry Harvey (Mr. Carter), Jean Willes (Rosy), Richard Garland (Matt Ross), Kermit Maynard (frequentatore bar)

## Marked for Bounty
- Prima televisiva: 2 aprile 1960

### Trama
- Guest star: Vito Scotti (Jose), Regis Toomey (Warden Jess Martin), Raymond Hatton (Pete), Charles Seel (Doc Miller), Alan Baxter (Mort Harch), Ron Hayes (Ralph Jenson), Edward Earle (giudice Jenson), Lee Turnbull (guardia)

## The Truly Yours
- Prima televisiva: 9 aprile 1960

### Trama
- Guest star: Anthony Caruso (Flfe), James Coburn (Coffer), Adelina Pedroza (Juanita), Mike Road (Fancy), Míriam Colón (Cita), Joe Dominguez (Pepe)

## A Time to Sow
- Prima televisiva: 23 aprile 1960

### Trama
- Guest star: Dick Rich (Harris the Foreman), Howard Negley (Hank Bridges), Herman Hack (cittadino), Richard Crenna (Andy Willis), Coleen Gray (Lucy Willis), Frank Ferguson (Tom McCullough), Jack Perrin (cittadino)

## Last Gunfight
- Prima televisiva: 30 aprile 1960

### Trama
- Guest star: Robert Redford (Burt Johnson), Paul Clarke (Dan Crawford), Perry Ivins (Haskins), Monica Lewis (Helen Ivers), Charles McGraw (Johnny Dean), Phil Tully (barista)

## The Chain of Action
- Prima televisiva: 7 maggio 1960

### Trama
- Guest star: Francis De Sales (Porter), Bek Nelson (Claudia), Jonathan Hole (Mr. Curzon), Will Wright (Delaney), Lee Patterson (Lige Schofield), Walter Lawrence (passeggero diligenza)

## The Lucifer Urge
- Prima televisiva: 14 maggio 1960

### Trama
- Guest star: Jack Perrin (rancher), Kermit Maynard (Black-Hatted Rancher), Charles Sullivan (rancher), Chick Sheridan (frequentatore bar), George Tobias (Barney Wagner), Nancy Valentine (Alva Wagner), James Bell (Rob Stebbins), Vito Scotti (Jose), Ralph Moody (Walt Conroy), Monte Blue (Floyd), Phil Tully (barista), Henry Worth (giudice Barstock)

## Palace of Chance
- Prima televisiva: 21 maggio 1960

### Trama
- Guest star: Vito Scotti (Jose , solo accreditato), Irene James (Lucille Reding), Joe Haworth (Carl Andrews), Don Brodie (Jed), Karen Steele (Julie Grant), Dennis Cross (George Reed), Steve Brodie (Fisher), Lee Van Cleef (Cherokee Kid), Ralph Sanford (cittadino)

## The X Game
- Prima televisiva: 28 maggio 1960

### Trama
- Guest star: Tom McKee (Coyle), Don Gordon (Queed), Eddie Foster (Tomaso), Howard Wendell (Webb), John Hoyt (Hap Allison), Carlos Rivero (Huerta)

## The Stand-Off
- Prima televisiva: 11 giugno 1960

### Trama
- Guest star: Addison Richards (Doc Landy), Ann McCrea (Helen Swayde), Stephen Coit (Arturo LeBow), Vito Scotti (Jose), Alan Hale Jr. (Frank Engle), Keven Kelly (A Pretty Girl)

## Trail of Darkness
- Prima televisiva: 18 giugno 1960

### Trama
- Guest star: Gregg Palmer (Tulley), Donald Woods (Douglas Brainard), John Mitchum (Stubbs), Vito Scotti (Jose), Clu Gulager (Sanford), Addison Richards (Doc Landy)

## The Choice
- Prima televisiva: 25 giugno 1960

### Trama
- Guest star: Addison Richards (Doc Landy), Rex Holman (Ben Sutton), Vito Scotti (Jose), Chris Alcaide (Fred Tanner), Vince Edwards (Dory Matson), Phil Tully (barista)

## Ma Mack
- Prima televisiva: 9 luglio 1960

### Trama
- Guest star: Gregory Walcott (Reece), Douglas Kennedy (sceriffo Bates), Ron Brogan (Taylor), Jack Hogan (Ab Mack), Nina Varela (Ma Mack), Ralph Neff (Bailey)